# Calbe (cratera)
Calbe é uma cratera marciana. Tem como característica 13.3 quilômetros de diâmetro. Deve o seu nome a Calbe, uma localidade da Alemanha.